# 비슬라마 위키백과

비슬라마 위키백과는 비슬라마로 운영되는 위키백과 언어판이다. 2003년 7월 10일에 시작되었다. 기호는 bi이다.